# Моніка Маттос
Мо́ніка Монтейро да Сілва (порт. Monica Monteiro da Silva), відома як Мо́ніка Ма́ттос (порт. Monica Mattos) — бразильська порноакторка.

## Біографія
Народилася 6 листопада 1983 р. (за іншими даними — 12 жовтня 1984 р.) в Сан-Паулу (Sao-Paulo) в Бразилії.
В порноіндустрію потрапила в 2003 р. в Бразилії, а в 2005 р. — в США. У Бразилії уклала контракт з групою Brasileirinhas.
У порнофільмі «Two cocks in the booty» режисера Еда Гантерса (Ed Hunters), який випустила порностудія Combat Zone, Маттос знялася з новими бразильськими акторками (Mayra, Paola, Dany Hess, Carol) в одній зі сцен подвійного анального проникнення.
В одному з найпримітніших її порнофільмів — «Too much is never enough», для знімання в якому її вибрав режисер Кріс Стрімс (Chris Streams), брала участь у всіх 9 сценах.
Знімалася також з транссексуалкою Карлою Новаіш (Carla Novaes).
Причиною великого скандалу серед бразильських порнолюбителів стала поява фото та відеоматеріалів зі сценами її орального сексу з конем, фістингу, піссінгу, покриття блювотою.

## Фільмографія (вибірково)
- 2 Girls for every boy — New Sensations, 2007 — facial.
- 2 Whores are Better than 1 — Juicy Entertainment, 2005.
- Barely Legal Oral Education 2 — Hustler Video, 2008 — BJOnly.
- Big Black POV 2 — Devil’s Film, 2006 — anal, facial, A2M, IR.
- Brazilian Ass Feast — New Sensations, 2006 — Anal, Facial.
- Brazilian Girlfriends — VCA Pictures, 2006 — LezOnly.
- Brazilian Heat Penthouse 2007 — Facial.
- Brazilian Island 1 — Nectar Entertainment, 2005 — Anal, Facial.
- Exit Ass Enter Mouth — Third World Media, 2007.
- Exxxtasy Island 4 — Nectar Entertainment, 2006 — Anal, Facial.
- Fine Ass Bitches 5 — DVSX, 2006 — Anal, A2M, Creampie.
- Girls Banging Girls 2 — Hustler Video, 2007 — LezOnly.
- Goo 4 Two 4 — Zero Tolerance, 2006 — Anal, CumSwap, Swallow, A2M.
- I Strap On My Man 1 Channel 69, 2007.
- Latina Fever 11 — North Star, 2005 — Anal, Facial, A2M.
- Ready Wet Go 3 — 3rd Degree, 2006 — Anal, Facial, Swallow, A2M.
- Smokin Hot Latinas 2 — Combat Zone, 2008.
- Spunk’d 8 — 3rd Degree, 2008.
- You’d Never Know… 2 — Mercenary Pictures, 2005.
- Young Brazilian Cuties 1 — Kick Ass Pictures, 2006 — Anal, Facial.
- Girls With Toys Butt Fucking Boys

## Нагороди та номінації
- 2006 Adam Film World Award — «Найкраща латиноамериканська зірка»[7].
- 2008 AVN Award — «Іноземна виконавиця-жінка року»[8].